# 가가미나카조촌
가가미나카조촌(鏡中条村)은 야마나시현 나카코마군에 있던 촌이다. 현재의 미나미알프스시에 해당한다.

## 역사
- 1889년 7월 1일 - 정촌제 시행에 의해 3개촌의 구역으로 성립하였다.
- 1954년 3월 10일 - 미쓰에촌, 도다촌과 합병해 와카쿠사촌이 성립하여, 동일 가가미나카조촌은 폐지되었다.

## 참고문헌
- 角川日本地名大辞典 19 山梨県